# Ny socken
För andra betydelser, se Ny socken (olika betydelser).
Ny socken i Värmland ingick i Jösse härad, ingår sedan 1971 i Arvika kommun och motsvarar från 2016 Ny distrikt.
Socknens areal är 105,35 kvadratkilometer varav 80,01 land. År 2000 fanns här 834 invånare. En del av tätorten Åmotfors samt sockenkyrkan Ny kyrka ligger i socknen.

## Administrativ historik
Socknen har medeltida ursprung. 
Vid kommunreformen 1862 övergick socknens ansvar för de kyrkliga frågorna till Ny församling och för de borgerliga frågorna bildades Ny landskommun. Landskommunen inkorporerades 1952 i Älgå landskommun som 1971 uppgick i Arvika kommun.  1 januari 2023 uppgick församlingen i Arvika-Ny församling.
Den 1 januari 2016 inrättades distriktet Ny, med samma omfattning som församlingen hade 1999/2000.
Socknen har tillhört län, fögderier, tingslag och domsagor enligt vad som beskrivs i artikeln Jösse härad. De indelta soldaterna tillhörde Värmlands regemente och Jösse kompani.

## Geografi
Ny socken ligger nordväst om Arvika kring Nysockensjön. Socknen har bördiga dalgångar  och är i övrigt en småkuperad skogsbygd.

## Fornlämningar
Från stenåldern har boplatser påträffats samt en hällkista. Från bronsåldern finns spridda gravrösen.

## Namnet
Namnet skrevs 1400 Nysoken och indikerar den varit ny i förhållande till en äldre, troligtvis Arvika socken. En alternativ skrivform finns på Homanns karta över Skandinavien, där utmärkt som Nysochen.

## Befolkningsutveckling
| Befolkningsutvecklingen i Ny socken 1810–1990                                                            | Befolkningsutvecklingen i Ny socken 1810–1990 | Befolkningsutvecklingen i Ny socken 1810–1990 | Befolkningsutvecklingen i Ny socken 1810–1990 | Befolkningsutvecklingen i Ny socken 1810–1990 |
| --- | --------------------------------------------- | --------------------------------------------- | --------------------------------------------- | --------------------------------------------- |
| |                                               |                                               |                                               |                                               |
| År |                                               |                                               | Folkmängd                                     |                                               |
| 1810 | 1810                                          |                                               | 1 033                                         |                                               |
| 1820 | 1820                                          |                                               | 1 171                                         |                                               |
| 1830 | 1830                                          |                                               | 1 316                                         |                                               |
| 1840 | 1840                                          |                                               | 1 447                                         |                                               |
| 1850 | 1850                                          |                                               | 1 648                                         |                                               |
| 1860 | 1860                                          |                                               | 1 747                                         |                                               |
| 1870 | 1870                                          |                                               | 1 807                                         |                                               |
| 1880 | 1880                                          |                                               | 1 823                                         |                                               |
| 1890 | 1890                                          |                                               | 1 572                                         |                                               |
| 1900 | 1900                                          |                                               | 1 532                                         |                                               |
| 1910 | 1910                                          |                                               | 1 649                                         |                                               |
| 1920 | 1920                                          |                                               | 1 552                                         |                                               |
| 1930 | 1930                                          |                                               | 1 656                                         |                                               |
| 1940 | 1940                                          |                                               | 1 469                                         |                                               |
| 1950 | 1950                                          |                                               | 1 430                                         |                                               |
| 1960 | 1960                                          |                                               | 1 241                                         |                                               |
| 1970 | 1970                                          |                                               | 995                                           |                                               |
| 1980 | 1980                                          |                                               | 908                                           |                                               |
| 1990 | 1990                                          |                                               | 858                                           |                                               |
| Anm: Källor: Umeå universitet - Tabellverket 1749-1859, Demografiska databasen, CEDAR, Umeå universitet. |                                               |                                               |                                               |                                               |